# Nagaratengah
Nagaratengah is een bestuurslaag in het regentschap Tasikmalaya van de provincie West-Java, Indonesië. Nagaratengah telt 1450 inwoners (volkstelling 2010).